# I demoni di San Pietroburgo
I demoni di San Pietroburgo és una pel·lícula dramàtica italiana del 2008   dirigida per Giuliano Montaldo.

## Argument
La pel·lícula està ambientada durant el procés d'escriptura per Dostoievski de la novel·la El jugador (no Els dimonis, una altra novel·la de l'escriptor que serveix de referència al títol de la pel·lícula) i recorre els fets biogràfics de l'escriptor a través de flashbacks en paral·lel a la trama de la pel·lícula, que el veu com a protagonista.
La pel·lícula narra àmpliament situacions que, tanmateix, es van produir a la Rússia tsarista de mitjans del segle XIX: societats secretes subversives i revolucionàries de joves estudiants universitaris inspirades en els escrits de Mikhaïl Bakunin (a qui sovint es cita) i el mateix Dostoievski. Tanmateix, escrits juvenils que el mateix escriptor/protagonista, ara a una edat avançada, renega encara que no del tot.
I aquest és el cor narratiu de la pel·lícula: Dostoievski es troba gairebé per casualitat en possessió d'informació sobre una d'aquestes societats secretes que està a punt de cometre un gran atac; enmig de la indecisió i el turment (ell mateix se sent en part culpable d'haver alimentat aquest tipus de societat amb els seus escrits de joventut) intenta de totes maneres trobar-se amb els membres de la societat i el seu líder amb l'esperança de poder dissuadir-los de realitzant l'acció assassina.

## Repartiment
- Miki Manojlović: Fíodor Dostoievski
- Carolina Crescentini: Anna
- Roberto Herlitzka: Pavlovic
- Anita Caprioli: Aleksandra
- Filippo Timi: Gusiev
- Patrizia Sacchi: Avdotja
- Sandra Ceccarelli: Natalja Ivanovna

## Reconeixements
- 2009 - David di Donatello[3]
  - Millor disseny de producció a Francesco Frigeri
  - Millors vestits a Elisabetta Montaldo
  - Nominació Millor fotografia a Arnaldo Catinari
  - Nominació Millor maquillatge a Luigi Rocchetti
  - Nominació Millors pentinats a Mirella Ginnoto
  - Nominació Millors efectes especials visuals a fotograma per fotograma
- 2008 - Nastro d'argento[4]
  - millor fotografia a Arnaldo Catinari
  - Millior escenografia a Francesco Frigeri
  - Nominació millor productor a Elda Ferri
  - Nominació millor actriu protagonista a Carolina Crescentini
  - Nominació Millor vestuari a Elisabetta Montaldo
  - Nominació millor banda sonora a Ennio Morricone